# Рик Моранис
Фредерик Алан Моранис (енгл. Frederick Allan Moranis; Торонто, 18. април 1953) канадски је глумац, комичар, музичар, текстописац, сценариста и продуцент.

## Биографија
Рођен је у Торонту, у јеврејској породици. Основну школу је похађао с Гедијем Лијем из рок групе Rush.

## Филмографија
| Улоге Рика Мораниса |                         |               |                |          |
| Година              | Српски назив            | Изворни назив | Улога          | Напомена |
| 1984.               | Истеривачи духова       |               | Луј Тали       |          |
| 1986.               | Мала продавница страве  |               | Симор Крелбојн |          |
| 1987.               | Свемирске лопте         |               | Дарк Хелмет    |          |
| 1989.               | Истеривачи духова 2     |               | Луј Тали       |          |
| 1989.               | Драга, смањио сам децу  |               | Вејн Салински  |          |
| 1989.               | Родитељство             |               | Нејтан Хафнер  |          |
| 1992.               | Драга, повећао сам дете |               | Вејн Салински  |          |
| 1994.               | Породица Кременко       |               | Барни Каменко  |          |
| 1997.               | Драга, смањили смо се   |               | Вејн Салински  |          |
| 2003.               | Брат меда               |               | Рут (глас)     |          |
| 2006.               | Брат меда 2             |               | Рут (глас)     |          |